# Sciencefictionverhalen 4
Sciencefictionverhalen 4 is een bundel sciencefictionverhalen uitgegeven door Uitgeverij Het Spectrum in het najaar van 1964. Het is het vervolg op Sciencefictionverhalen 3 (Prisma nummer 1019) uit 1964. De bundel is geheel gewijd aan het werk van John Wyndham. Het bevat verhalen die eerder in het Verenigd Koninkrijk verschenen in de bundels The seeds of time en Consider her ways and others. Het boek kreeg in 1975 een tweede druk, in 1980 een derde.
| Titel                      | Originele titel     | Pagina | Originele bundel             | Thema                            |
| -------------------------- | ------------------- | ------ | ---------------------------- | -------------------------------- |
| De domme Martiaanse        | Dumb Martian        | 7      | The seeds of time            | Slavernij                        |
| Juist op dat ogenblik      | Stitch in time      | 33     | Consider her ways and others | Tijdreis en paradox              |
| Onderzoek in het ongewisse | Random quest        | 47     | Consider her ways and others | Familie of niet                  |
| Tijd om te rusten          | Time to rest        | 85     | The seeds of time            | Eenzame aardling op Mars         |
| Meteoor                    | Meteor              | 101    | The seeds of time            | Zie onder                        |
| Vreemd                     | Odd                 | 119    | Consider her ways and others | Tijdreis en paradox              |
| Het kindvrouwtje           | Survival            | 129    | The seeds of time            | zie onder                        |
| Pawley’s panorama’s        | Pawley's panorama's | 155    | The seeds of time            | zie onder                        |
| Van hot naar haar          | Pillar to post      | 177    | The seeds of time            | geheugen-/karaktertransplantatie |
| Gevoelscircuit             | Compassion circuit  | 205    | The seeds of time            | Robot tegenover mens             |
| Bronvermelding             |                     | 215    |                              |                                  |

Meteoor is een verhaal geschreven vanuit twee gezichtspunten. De eerste groep bestaat uit de bewoners van Forta, die zijn gevlucht omdat hun planeet vernietigd dreigde te worden. Zij worden door middel van (voor hun) grote bollen de ruimte ingeslingerd in de hoop hun ras ergens te kunnen voortzetten. Zij landen als (voor mensenogen) kleine bollen op Aarde. Als de Fortezen het gebied willen verkennen worden ze eerst geconfronteerd met een gigantisch monster (een kat), die zij nog wel aan kunnen. Ook een hond blijkt het af te leggen. Echter de mensen zien het als een krioelende massa en roeien dit deel van het ras uit met de flitspuit.  
Het kindvrouwtje is een verhaal over een tere huisvrouw, die met haar man op een zware reis naar Mars vertrekt. Onderweg raakt het ruimteschip uit koers, waardoor niet zeker wordt of ze ooit op Mars zullen landen. De vluchtleiding stelt maatregelen (onder andere voedselrantsoen) in, waarbij de enige vrouw aan boord iedere keer haar zwangerschap aangrijpt om een uitzondering te maken. Zij geeft bijvoorbeeld bij de rantsoenen aan dat zij twee keer zoveel moet inleveren als anderen, etc. Het schip draait tijden rond Mars, als eindelijk een reddingspoging slaagt. Dan blijkt dat het "kindvrouwtje" alle medepassagiers heeft overleefd door ze op te eten. De redders treffen alleen een vrouw, een kind en een hoop botten aan. 
Pawley's panorama's is een verhaal over toeristisch tijdreizen. Bewoners van een Amerikaans stadje zien steeds lichaamsdelen verschijnen die echter niet aangeraakt kunnen worden; je kan er zelfs dwars doorheen lopen. Het blijken de eerste tekenen te zijn van toeristen uit de toekomst die een kijkje in het verleden kunnen nemen om te zien hoe primitief hun voorouders (moesten) leven. Daarbij duiken ze op de meeste vreemde en ook intieme tijdstippen op allerlei plaatsen op en vertonen daarbij asociaal gedrag. De bevolking van het heden kan er weinig tegen doen, totdat er een oplossing wordt gevonden. De manier om het te stoppen blijkt te liggen in het omdraaien van de sitatie. Op grote borden in de toeristische route wordt aangekondigd, dat mensen (tegen betaling) kunnen bekijken hoe decadent en asociaal het nageslacht zich uitleeft.  